# Dichostatoides flavopictus
Dichostatoides flavopictus là một loài bọ cánh cứng trong họ Cerambycidae.